# Brian Schmetzer
Brian Schmetzer (Seattle, 18 agosto 1962) è un allenatore di calcio ed ex calciatore statunitense, di ruolo attaccante ed attuale tecnico dei Seattle Sounders.

## Statistiche

### Statistiche da allenatore
Statistiche aggiornate al 13 giugno 2025. In grassetto le competizioni vinte.
| Stagione        | Squadra          | Campionato      | Campionato | Campionato | Campionato | Campionato | Coppe nazionali | Coppe nazionali | Coppe nazionali | Coppe nazionali | Coppe nazionali | Coppe continentali | Coppe continentali | Coppe continentali | Coppe continentali | Coppe continentali | Altre coppe | Altre coppe | Altre coppe | Altre coppe | Altre coppe | Totale | Totale | Totale | Totale | % Vittorie | Piazzamento |
| Stagione        | Squadra          | Comp            | G          | V          | N          | P          | Comp            | G               | V               | N               | P               | Comp               | G                  | V                  | N                  | P                  | Comp        | G           | V           | N           | P           | G      | V      | N      | P      | %          | Piazzamento |
| --------------- | ---------------- | --------------- | ---------- | ---------- | ---------- | ---------- | --------------- | --------------- | --------------- | --------------- | --------------- | ------------------ | ------------------ | ------------------ | ------------------ | ------------------ | ----------- | ----------- | ----------- | ----------- | ----------- | ------ | ------ | ------ | ------ | ---------- | ----------- |
| 2002            | Seattle Sounders | AL              | 28+2       | 23         | 4          | 1+2        | USOC            | 2               | 1               | 0               | 1               | -                  | -                  | -                  | -                  | -                  | -           | -           | -           | -           | -           | 32     | 24     | 4      | 4      | 75,00      | 1°          |
| 2003            | Seattle Sounders | AL              | 28+4       | 16         | 5+2        | 7+2        | USOC            | 3               | 2               | 0               | 1               | -                  | -                  | -                  | -                  | -                  | -           | -           | -           | -           | -           | 35     | 18     | 7      | 10     | 51,43      | 1°          |
| 2004            | Seattle Sounders | AL              | 28+5       | 13+2       | 11+1       | 4+2        | -               | -               | -               | -               | -               | -                  | -                  | -                  | -                  | -                  | -           | -           | -           | -           | -           | 33     | 15     | 12     | 6      | 45,45      | 4°          |
| 2005            | Seattle Sounders | USL-1           | 28+5       | 11+3       | 6+2        | 11         | USOC            | 2               | 1               | 0               | 1               | -                  | -                  | -                  | -                  | -                  | -           | -           | -           | -           | -           | 35     | 15     | 8      | 12     | 42,86      | 4°          |
| 2006            | Seattle Sounders | USL-1           | 28         | 11         | 13         | 4          | USOC            | 1               | 0               | 0               | 1               | -                  | -                  | -                  | -                  | -                  | -           | -           | -           | -           | -           | 29     | 11     | 13     | 5      | 37,93      | 7°          |
| 2007            | Seattle Sounders | USL-1           | 28+5       | 16+4       | 6          | 6+1        | USOC            | 4               | 3               | 0               | 1               | -                  | -                  | -                  | -                  | -                  | -           | -           | -           | -           | -           | 37     | 23     | 6      | 8      | 62,16      | 1°          |
| 2008            | Seattle Sounders | USL-1           | 30+2       | 10+1       | 10         | 10+1       | USOC            | 4               | 2               | 2               | 0               | -                  | -                  | -                  | -                  | -                  | -           | -           | -           | -           | -           | 36     | 13     | 12     | 11     | 36,11      | 6°          |
| lug.-dic. 2016  | Seattle Sounders | MLS             | 14+6       | 8+4        | 4+1        | 2+1        | USOC            | -               | -               | -               | -               | CCL                | -                  | -                  | -                  | -                  | -           | -           | -           | -           | -           | 20     | 12     | 5      | 3      | 60,00      | Sub, 7°     |
| 2017            | Seattle Sounders | MLS             | 34+5       | 14+3       | 11+1       | 9+1        | USOC            | 2               | 1               | 0               | 1               | -                  | -                  | -                  | -                  | -                  | -           | -           | -           | -           | -           | 41     | 18     | 12     | 11     | 43,90      | 7°          |
| 2018            | Seattle Sounders | MLS             | 34+2       | 18         | 5+1        | 11+1       | USOC            | 1               | 0               | 0               | 1               | CCL                | 4                  | 2                  | 0                  | 2                  | -           | -           | -           | -           | -           | 41     | 20     | 6      | 15     | 48,78      | 4°          |
| 2019            | Seattle Sounders | MLS             | 34+4       | 16+4       | 8          | 10         | USOC            | 1               | 0               | 0               | 1               | -                  | -                  | -                  | -                  | -                  | -           | -           | -           | -           | -           | 39     | 20     | 8      | 11     | 51,28      | 4°          |
| 2020            | Seattle Sounders | MLS             | 19+4       | 10+3       | 5          | 4+1        | -               | -               | -               | -               | -               | CCL                | 2                  | 0                  | 2                  | 0                  | MISB        | 4           | 1           | 1           | 2           | 29     | 14     | 8      | 7      | 48,28      | 6°          |
| 2021            | Seattle Sounders | MLS             | 34+1       | 17         | 9+1        | 8          | -               | -               | -               | -               | -               | -                  | -                  | -                  | -                  | -                  | LC          | 3           | 2           | 0           | 1           | 38     | 19     | 10     | 9      | 50,00      | 3°          |
| 2022            | Seattle Sounders | MLS             | 34         | 12         | 5          | 17         | USOC            | 1               | 0               | 1               | 0               | CCL                | 8                  | 4                  | 4                  | 0                  | -           | -           | -           | -           | -           | 43     | 16     | 10     | 17     | 37,21      | 21°         |
| 2023            | Seattle Sounders | MLS             | 34+4       | 14+2       | 11         | 9+2        | USOC            | 2               | 1               | 0               | 1               | -                  | -                  | -                  | -                  | -                  | LC+CmC      | 2+1         | 0+0         | 0+0         | 2+1         | 43     | 17     | 11     | 15     | 39,53      | 7°          |
| 2024            | Seattle Sounders | MLS             | 34+4       | 16+1       | 9+2        | 9+1        | USOC            | 4               | 2               | 1               | 1               | -                  | -                  | -                  | -                  | -                  | LC          | 5           | 3           | 0           | 2           | 47     | 22     | 12     | 13     | 46,81      | 7°          |
| 2025            | Seattle Sounders | MLS             | 24         | 10         | 8          | 6          | -               | -               | -               | -               | -               | CCC                | 4                  | 2                  | 1                  | 1                  | LC+CmC      | 1+3         | 1+0         | 0+0         | 0+3         | 32     | 13     | 9      | 10     | 40,63      |             |
| Totale carriera | Totale carriera  | Totale carriera | 546        | 262        | 141        | 143        |                 | 26              | 13              | 4               | 9               |                    | 18                 | 8                  | 7                  | 3                  |             | 19          | 7           | 1           | 11          | 609    | 290    | 153    | 166    | 47,62      |             |

## Palmarès

### Competizioni nazionali
- A-League/USL First Division: 2

Seattle Sounders: 2005, 2007 (USL First Division)
- Campionato MLS: 2

Seattle Sounders: 2016, 2019

### Competizioni internazionali
- CONCACAF Champions League: 1

Seattle Sounders: 2022